# Ligocatinus latipennis
Ligocatinus latipennis är en insektsart som först beskrevs av Henri Saussure och Francois Jules Pictet de la Rive 1897.  Ligocatinus latipennis ingår i släktet Ligocatinus och familjen vårtbitare. Inga underarter finns listade i Catalogue of Life.